# 善光寺東海別院

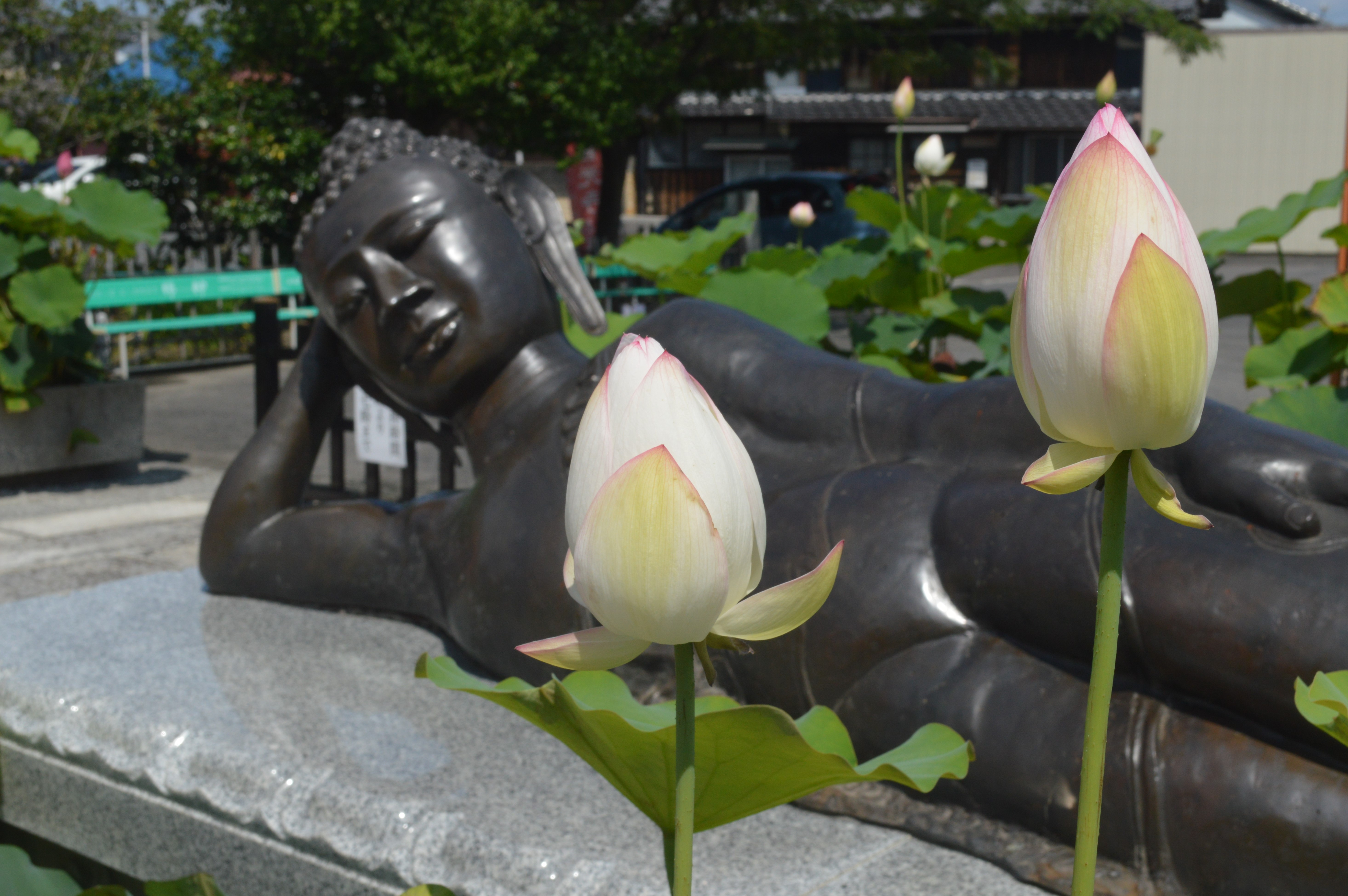
涅槃仏

善光寺東海別院（ぜんこうじとうかいべついん）は、愛知県稲沢市祖父江町祖父江南川原57-2にある単立の仏教寺院である。

## 概要
正式名称は双蓮山善光寺（そうれんざんぜんこうじ）。長野県長野市にある信州善光寺をはじめとする各地の善光寺との区別のため祖父江善光寺（そぶえぜんこうじ）、尾張善光寺（おわりぜんこうじ）とも呼ばれている。

## 歴史
- 1910年（明治43年） - 創建。

## 戒壇めぐり
善光寺といえば戒壇めぐり（かいだんめぐり）が有名だが、善光寺東海別院の戒壇めぐりは、暗闇で発光する「お守り」を右手首にはめて入る。信州善光寺のような真っ暗ではなく、一部明るくなっており「極楽世界の様子」が立体的に安置してある「極楽かいだんめぐり」である。

## 善光寺同時開帳
2003年（平成15年）春、長野県長野市の善光寺、長野県飯田市の元善光寺、山梨県甲府市の甲斐善光寺、愛知県稲沢市祖父江の善光寺東海別院で同時に御開帳が行われた。善光寺東海別院には期間中（56日間）21万人の参拝客でにぎわった。
2009年（平成21年）春、2003年（平成15年）の四善光寺に加え、岐阜県関市の関善光寺、岐阜県岐阜市の岐阜善光寺で同時に御開帳が行われた。創立百周年にあたる善光寺東海別院のみ「百日御開帳」で、23万人が訪れた。
2015年（平成27年）春にも4月5日から5月31日まで六善光寺同時開帳が行われた。

## 交通アクセス
鉄道
- 名鉄尾西線 森上駅より。

自動車
- 名神高速道路 岐阜羽島インターチェンジまたは東名阪自動車道 弥富インターチェンジより。